# Родник у железнодорожной платформы «Красногорская»
Родник у железнодорожной платформы «Красногорская» — памятник природы регионального (областного) значения Московской области, который включает ценный в экологическом, научном и эстетическом отношении отдельный объект неживой природы (родник в долине реки Курицы), нуждающийся в особой охране.
Памятник природы основан в 1986 году. Местонахождение: Московская область, городской округ Красногорск, город Красногорск, в 60 м к югу от платформы «Красногорская» Московской железной дороги Рижского направления, в 140 м к северу-северо-западу от деревни Ивановское. Для предотвращения неблагоприятных антропогенных воздействий на памятник природы на прилегающих к нему территориях создана охранная зона. Площадь памятника природы составляет 80,83 м², площадь охранной зоны — 4,97 га. Памятник природы включает родник и обустроенную вокруг него площадку. Охранная зона включает участок долины реки Курицы с русловым прудом, расположенный между полосой отвода железной дороги, деревней Ивановское, а также конно-спортивным комплексом и огородническим некоммерческим товариществом «Ивановское», ограничивающим территорию с юго-запада; с северо-запада охранная зона ограничена садоводческим некоммерческим товариществом «Красногорский садовод»; с юго-востока — плотиной руслового пруда.

## Описание
Памятник природы располагается на правом склоне долины реки Курицы (левый приток реки Москвы) на абсолютной высоте около 150 м над уровнем моря, в районе распространения древнеаллювиально-водноледниковых (долинно-зандровых) равнин. Превышение родника над среднемеженным урезом реки составляет около 0,2 м. Его питание осуществляется за счет водоносного горизонта, сформировавшегося в отложениях, слагающих третью надпойменную террасу реки Москвы. Вся территория памятника природы представляет собой площадку размером около 81 м, выложенную плиткой, в центре которой находится водозаборное сооружение (каптаж) — железобетонное кольцо-колодец с трубой, из которой вытекает родник. Колодец оборудован навесом для удобства посетителей.
Территория охранной зоны, в центре которой находится памятник природы, расположена на долинно-зандровой равнине, приуроченной к долине реки Москвы. Территория сложена преимущественно песками, которые с поверхности перекрываются покровными суглинистыми отложениями. Дочетвертичный фундамент сложен юрскими глинами с прослоями песков.
Охранная зона памятника природы располагается на абсолютных высотах около 148—157 м над уровнем моря и включает в себя участок долины реки Курицы и образованный на ней пруд, с прилегающими склонами и участками междуречных поверхностей. Наиболее возвышенное положение в пределах охранной зоны занимают незначительные по площади субгоризонтальные или пологонаклонные междуречные поверхности долинно-зандровых равнин.
Ширина долины реки Курицы в пределах охранной зоны составляет около 55—65 м. Ширина днища долины (поймы реки) изменяется от 25 до 40 м, средняя высота поймы над урезом воды в реке — 0,3—0,5 (местами — до 0,8) м. Для поверхности днища долины в северной части охранной зоны характерен наиболее значительный русловой врез, имеются береговые обрывы. Высота склонов долины изменяется от 0,8 до 2,8 м. Левобережный склон высотой 0,8—1,8 м, как правило, более пологий (3—8°). Высота правобережного склона составляет 2—2,8 м, крутизна — 7—17°. Правобережный склон подвергся антропогенной трансформации — местами его поверхность осложнена отвалами грунта, привнесенными с прилегающих садово-огороднических участков или других хозяйственных объектов. На склонах (особенно осложненных незадернованными отвалами грунта) местами образуются эрозионные формы по типу эрозионных борозд и рытвин.
Склоновые поверхности, прилегающие к пруду, имеют в пределах охранной зоны относительные высоты около 2,5—3,5 м и крутизну 5—15°, местами — до 25°. Некоторые участки склонов претерпели заметную антропогенную трансформацию: образованы выровненные поверхности, отмечаются незначительные по протяженности фрагменты эрозионных форм, напоминающие балки с засыпанными вершинами, врезом до 1,5—2 м, шириной по бровкам около 10—14 м.
Участок реки Курицы в её верхнем течении, который входит в пределы охранной зоны, имеет длину около 0,5 км. Ширина извилистого (местами — меандрирующего) русла реки в межень составляет 0,6—1,5 м, глубина — 0,1—0,3 м. Скорость течения реки — около 0,1—0,2 м/с. В районе северной оконечности охранной зоны река принимает левый приток — ручей, ширина русла которого составляет 0,2—0,3 м. В юго-восточной части охранной зоны на реке Курице образован пруд с подпорной плотиной. Длина пруда составляет около 160 м, ширина — до 60 м. Глубина водоема — около 1,5—2 м. По склонам долины и на пойме реки Курицы часто вскрываются сочения, которые проявляются на высотах около 0,4—1 м (иногда до 2 м) над урезом воды в реке. Местами они разгружаются прямо над руслом.
В почвенном покрове территории охранной зоны представлены агродерново-подзолистые, агродерново-подзолисто-глеевые, гумусово-глеевые и аллювиальные светлогумусовые почвы.

### Флора и растительность
Растительность охранной зоны представлена сероольшаниками с ивой белой и черемухой влажнотравно-крапивными и широкотравно-влажнотравными, лиственными лесами с ольхой, березой, кленом ясенелистным, липой и осиной влажнотравно-широкотравными, растительными сообществами заболоченных территорий и склоновыми суходольными лугами. По краю залесенной части долины реки здесь также имеются небольшие участки сорнотравно-разнотравных и сорнотравно-влажнотравных лугов с группами декоративных кустарников, на берегах пруда представлена прибрежно-водная растительность.
Сероольшаники с ивой белой и черемухой влажнотравно-крапивные преобладают на территории охранной зоны и приурочены к долине реки Курицы. Деревья ольхи имеют диаметр стволов до 35—40 см, а ивы белой — до 70 см. Во втором древесном ярусе встречается клен ясенелистный. Кустарники представлены малиной и бузиной. В травяном ярусе обычны крапива, сныть, гравилат речной, живучка ползучая и сорные виды — недотрога мелкоцветковая, чистотел, чесночница черешковая.
В ольшаниках широкотравно-влажнотравных, приуроченных к склонам и относительно повышенным поверхностям днища долины реки заметнее участие дубравных видов — копытня, лютика кашубского, сныти, папоротников.
Ближе к полотну железной дороги в составе сероольшаников на склоне долины с сочениями грунтовых вод появляются береза, липа, осина, клен платановидный, вяз голый, тополь, черемуха, ясень и различные кустарники. В травостое кроме сныти и крапивы встречаются копытень, лютик кашубский, будра, а по наиболее влажным участкам — таволга, ситник развесистый, хвощ лесной.
В прирусловых частях поймы в сероолынаниках растут смородина чёрная, хмель, много купыря лесного, таволги вязолистной, лютика ползучего, мягковолосника водяного, вербейника монетчатого, встречаются дудник лесной, василистник водосборолистный, герань болотная.
По берегам реки растут зюзник европейский, ирис ложноаировидный, манник плавающий, двукисточник тростниковидный, горец шероховатый, вероника поручейная.
На заболоченном участке долины в зоне выклинивания подпора пруда ольха сменяется ивами (пепельной, пятитычинковой, козьей), обилен хвощ речной, встречаются осока пузырчатая, рогоз широколистный, камыш лесной, шлемник болотный, таволга вязолистная, вербейник обыкновенный.
К верховьям пруда примыкает небольшой участок, заболоченный по низинному типу, где доминируют осоки пузырчатая и вздутая, хвощ речной, камыш лесной, встречается цикута.
По берегам пруда у воды растут древесные ивы (ломкая и белая), ольха серая, частуха подорожниковая, череда трехраздельная, рогоз, хвощ речной, зюзник европейский.
На склонах, прилегающих к пруду, развиты разнотравно-злаковые луга с типичными луговыми и сорно-луговыми видами.
Сорно-луговые участки отличаются обилием мятлика лугового, полевицы тонкой и побегообразующей, щучки, кульбабы осенней. Здесь встречаются вейник наземный, полынь обыкновенная, щавель конский, подорожник большой, овсяница луговая, донник белый, клевер луговой, подмаренник мягкий, трехреберник, а по влажным местам — щучка и ситник раскидистый.
По краю залесенной территории отмечается много пузыреплодника калинолистного, ирги, ивы козьей.
В прибрежных ольшаниках вдоль дорог и троп обильны яснотка белая, чесночница, кострец безостый, полынь, дудник, крапива, купырь, чистотел, будра.

### Фауна
На территории охранной зоны обитают 50 видов позвоночных животных, относящихся к 12 отрядам четырёх классов, в том числе два вида рыб, два вида амфибий, 39 видов птиц и 7 видов млекопитающих.
В пруду отмечены серебряный карась и обыкновенный ротан.
Наибольшую долю в фаунистическом комплексе наземных позвоночных животных обследованной территории составляют виды, связанные с лиственными лесами. Второе место по числу встреченных видов занимают синантропные виды, тяготеющие к окружающим населенным пунктам.
Зооформация лиственных лесов занимает большую часть территории охранной зоны. В этом биотопе распространены следующие виды позвоночных животных: травяная лягушка, большой пёстрый дятел, малый пестрый дятел, обыкновенный соловей, рябинник, чёрный дрозд, певчий дрозд, зарянка, зяблик, черноголовая славка, садовая славка, пеночка-весничка, пеночка-теньковка, большая синица, обыкновенная лазоревка, обыкновенный снегирь, мухоловка-пеструшка, тетеревятник, ласка.
По лугам, лесным полянам и лесным опушкам территории охранной зоны обычны обыкновенная овсянка, серая славка, обыкновенная чечевица, черноголовый щегол, коноплянка, обыкновенный скворец, сорока. Среди млекопитающих в этих сообществах наиболее часто встречаются обыкновенная полевка и европейский крот.
Пойма реки Курицы, места сочений грунтовых вод, пруд с примыкающим к нему небольшим участком, заболоченным по низинному типу, являются местом обитания видов водно-болотного фаунистического комплекса. Здесь довольно обычны лягушки: травяная и прудовая. Среди птиц в этих биотопах обычны: сизая чайка, кряква, садовая славка, варакушка, болотная камышевка, садовая камышевка и речной сверчок.
К зоне застройки, примыкающей к территории охранной зоны, а также к полотну проходящей рядом Московской железной дороги Рижского направления тяготеют белая трясогузка, серая ворона, грач, сизый голубь, чёрный стриж, обыкновенная каменка, полевой воробей и некоторые другие виды животных.